# NGC 5191
NGC 5191 (другие обозначения — MCG 2-34-26, ZWG 73.3, NPM1G +11.0353, PGC 47498) — спиральная галактика (Sb) в созвездии Дева.
Этот объект входит в число перечисленных в оригинальной редакции «Нового общего каталога».